# Чудище из Ваккареса
Чудище из Ваккаре́са — повесть французского писателя Жозефа д’Арбо (1874—1950), написанная на провансальском языке.

## О повести
«Чудище из Ваккаре́са» — фантастическая повесть, почти мистическая по сюжету, полная мрачной, тревожной таинственности. По форме представляет собой рассказ в рассказе. В руки повествователю попадает старинная рукопись. «Камарг» (или Камарга, по тексту) — особая часть Прованса; тамошняя природа сурова; таков же уклад жизни населяющих местность людей. Издревле одно из основных занятий здесь — разведение опасных чёрных быков. Стада этих животных, которые называются манады, пасут конные пастухи — гардианы, вооруженные трезубцами. Кстати, и порода их лошадей непохожа ни на какую другую, именуется по названию местности — камарга (камаргу). Эти животные рождаются чёрными, а взрослея светлеют, становятся белыми. Манускрипт, доставшийся рассказчику, написан был таким пастухом ещё в XV веке. Речь в нём идет о встрече с таинственным существом, нашедшим себе последний приют на солончаках и болотах в окрестностях озера Ваккаре́с. Как выясняется, это был представитель ещё древнегреческой мифологии. И это весьма символично, поскольку первыми жителями Камарги были древние греки, а местная культура сохранилась неизменной (или почти неизменной) со времён трубадуров. Впрочем, как и беглец — герой новеллы противостоит неумолимому ходу времени, так и эта культура потихоньку размывается и подтачивается всеми теми новейшими веяниями, что господствуют вокруг Прованса.

## Издания
- La bête du Vaccarès / La bèstio dou Vacarès. — Paris: Grasset, 1926. — 64 p.
- Poslední satyr. — Brno: Edice Atlantis, Jan V. Pojer, 1939. — 142 с. (чешский яз.)
- La bête du Vaccarès / La bèstio dou Vacarès. — Paris: Grasset, 1969. — 308 p.
- Чудище из Ваккареса (пер. Н. Кончаловской) // Иностранная литература. — 1976. — № 6.
- La bête du Vaccarès / La bèstio dou Vacarès. — Verviers: Marabout, 1978. — 153 p.
- Чудище из Ваккареса: новеллы; сказки; стихи / Пер. с прованс. и предисл. Н. Кончаловской. — М.: Худож. лит., 1986. — 239 с.
- Vacarési peletis. — Tallinn: Perioodika, 2000. — 88 с. — ISBN 998-58687-65. (эстонский яз.)
- The beast and other tales. Jóusè d'Arbaud, Translated from the provençal by Joyce Zonana. — Evanston: Northwestern University Press, 2020.  — 120 p. (англ. яз.)

## Цитаты

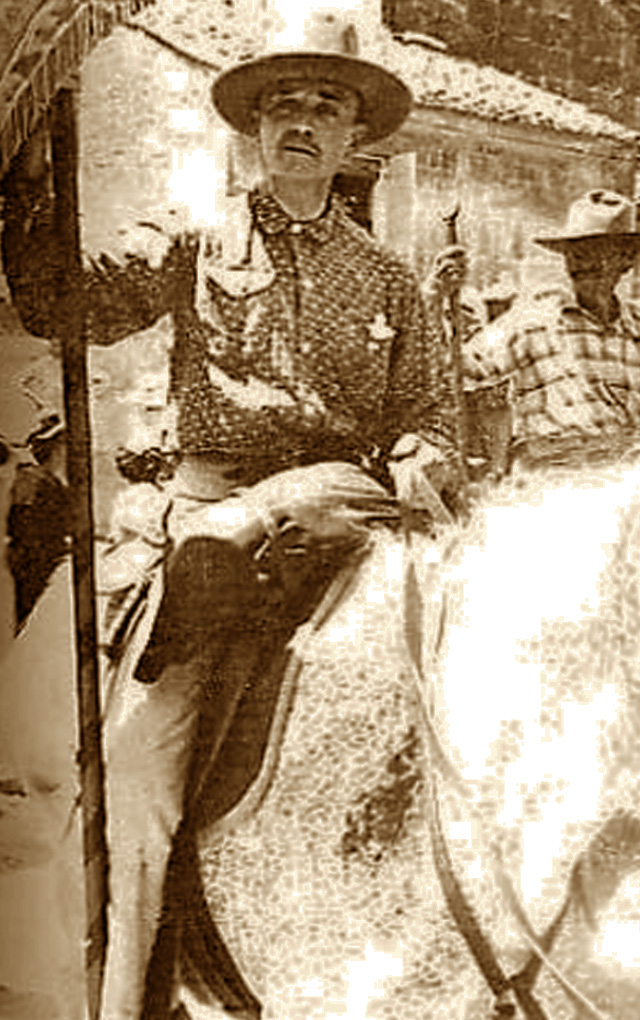
Гардиан Жозеф д'Арбо, 1935

- «Прозу свою д'Арбо печатал столь же выношенной и отработанной, доведённой до совершенства: только во второй половине двадцатых годов разом появляются «Цыганка», «Чудище из Ваккаре́са» (1926), а затем «Дичина» (1929). Из трёх названных произведений д'Арбо важнейшее — повесть «Чудище из Ваккаре́са». Одна из магистральных тем всей европейской романтической литературы получает в ней своеобразнейшее решение: тема разлада между современным человеком, человеком цивилизации, и естественным законом жизни, воплощённым и выявленным в природной гармонии. Д'Арбо принял крайнюю точку зрения: разрыв человека с космосом, в самой природе иссякла жизненная сила, «умер Великий Пан» (русского читателя может поразить случайное, но знаменательное совпадение — при коренной противоположности приговора: «умер» и «жив» портрета сатира у д'Арбо и пана у Врубеля)»[3] — Николай Котрелёв, 1986.
- «Жозеф д'Арбо — представитель вымиравшей ветви французской культуры, один из последних крупных писателей, писавших на провансальском языке, примерно сто лет назад. У нас «Провансаль» — это лишь название майонеза. А некогда провансальцы создали великую культуру, усушенную под жгучими лучами культуры Центральной Франции. Даже и языка почти не осталось... В «Чудище...» повествование ведется от лица грамотного пастуха, жившего в пятнадцатом веке. Пастух однажды встретил последнего из древних Богов, Пана. Об их общении и о гибели Пана в камаргских трясинах и повествует эта небольшая новелла»[4] — Борис Мышлявцев, 2021.

## «Чудище из Ваккареса» в российской культуре
- Впервые повесть «Чудище из Ваккаре́са» была опубликована на русском языке в 1976 году в шестом номере журнала «Иностранная литература»[5]. Перевод осуществила Наталья Кончаловская, ранее проявлявшая интерес к окситанской литературе и переводившая до этого произведения Фредерика Мистраля[1]. Следующее издание повести в том же переводе было осуществлено в 1986 году издательством «Художественная литература» отдельным томом, также включавшим в себя сказки и стихотворения д’Арбо[6]. Иллюстрации к этому изданию были выполнены известным художником Борисом Свешниковым[6].
- Повесть «Чудище из Ваккаре́са» в конце 1970-х годов произвела столь сильное впечатление на российского художника Александра Жданова (1938—2006), что образ Пана стал для Жданова одним из сквозных в его творчестве. Некоторые из этих работ Жданова были показаны в апреле 2023 года на выставке «Александр Жданов. Последний Пан»[7][8][9].

## Статьи по теме
- Ваккарес
- Камарг
- Гардиан
- Окситанская литература[англ.]